# Волконская, Екатерина Алексеевна
О жене Д. П. Волконского см. Мельгунова, Екатерина Алексеевна
Графиня Екатерина Алексеевна Мусина-Пушкина, урождённая княжна Волконская (6 [19] октября 1754, — 17 [30] ноября 1829) — одна из «больших светских барынь» допожарной Москвы, хозяйка и главная устроительница усадеб Валуево и Иловна. Жена учёного сановника графа А. И. Мусина-Пушкина.

## Биография
Вторая дочь генерал-майора князя Алексея Никитича Волконского от брака с Маргаритой Родионовной, одной из дочерей богатого и влиятельного Р. М. Кошелева. Екатерина Алексеевна получила воспитание в доме дяди Кошелёва и от него унаследовала хорошее состояние. Она имела чрезвычайно широкие родственные связи в высшем свете: приходилась племянницей московскому генерал-губернатору М. Н. Волконскому, двоюродной сестрой Н. Д. Офросимовой, тёткой декабристу М. М. Нарышкину, С. И. Гагарину, Г. И. Гагарину и М. М. Тучковой.

### Замужество

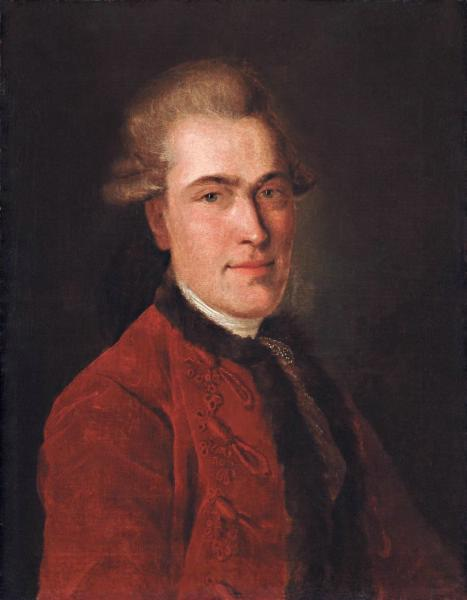
Граф Алексей Иванович
Мусин-Пушкин.

В 26 лет, 6 мая 1781 года, она вышла замуж за состоятельного помещика Алексея Ивановича Мусина-Пушкина, позднее действительного тайного советника, обер-прокурора Святейшего Синода, известного любителя русской старины; в 1797 г. он получил от Павла I графский титул. Подобно своему мужу, Екатерина Алексеевна была женщиной очень образованной и много читающей, к книгам относилась бережно и любовно. Все их дети были воспитаны на французском языке, под руководством аббата-француза.
Мусины-Пушкины занимали видное положение при дворе. Екатерина Алексеевна очень любила высший свет и почти до самой смерти не могла себе отказать в светских развлечениях. Лето Мусины-Пушкины проводили в своем любимом имении Иловне Мологского уезда, где Екатерина Алексеевна активно занималась хозяйством.
После отставки графа в 1799 году, Мусины-Пушкины поселились в Москве, в своем громадном доме на Разгуляе, доставшемся в наследство Екатерине Алексеевне от незамужней тётки фрейлины Марии Родионовны Кошелёвой (1725—1782). В Москве Мусины-Пушкины жили открыто, в доме имели свой театр, графиня была хлебосольной хозяйкой и любила гостей. 
В 1812 году в московском пожаре погибла редкая библиотека Мусина-Пушкина, старый граф был страшно потрясен. К довершению удара, 21 марта 1813 года, под Люнебургом был убит 24-летний его сын, Александр, который по примеру отца много занимался историей. После этого граф Мусин-Пушкин начал склоняться к концу жизни. Он умер 1 февраля 1817 года в Москве.

### Вдовство
Женщина очень властная, Екатерина Алексеевна после смерти мужа не выпускала из своих рук управление делами и землями. Хотя старшему сыну было больше 30 лет и он был генералом, мать по-прежнему распоряжалась всем и давала ему наставления. Она была женщиной расчетливой, склонной к различным финансовым операциям, умевшей пользоваться нужными ей людьми, отличалась обходительностью и страстно любила поиграть в карты. 
До замужества своих младших дочерей Екатерина Алексеевна на зиму ездила в Петербург. С 1823 года она обычно зиму проводила в Москве, а лето в подмосковном имении Валуево. В большом валуевском доме всегда было много народу, приезжали дети и внуки графини, было много соседей гостей из Москвы. Екатерина Алексеевна всех радушно принимала. Самые близкие соседи — Четвертинские, село Остафьево — Вяземские, Гагарины из Ясенево. Устраивались часто танцы, шарады и все веселились от души. 

Возможный портрет графини из имения Иловна (1807)

В 1829 году Екатерину Алексеевну постигло большое горе, от чахотки скончались две её дочери. В феврале в Дрездене умерла 33-летняя младшая дочь княгиня Варвара Алексеевна Трубецкая, а через шесть недель (в марте) в Москве умерла старшая дочь княгиня Наталья Алексеевна Волконская. 

В конце этого года графиня Екатерина Алексеевна занемогла и через три дня  17 ноября 1829 года умерла. Отпевали её в приходской церкви Богоявления в Елохове, а погребена рядом с мужем в своем имении в селе Иловне, Ярославской губернии. По поводу её кончины А. Я. Булгаков писал брату:
Графиня Екатерина Алексеевна Пушкина скончалась вчера вечером. Царство ей небесное! Пожила довольно для женщины, была любима, уважаема в семье; несмотря на удар, бывший за несколько дней, могла говорить, была покойна, и сказывают, что последние её слова были, когда лили ей лекарство в рот: «Меня кормят, как галчонка молодого!» Стало, дух её был покоен, ежели шутила... Давно не видел я таких похорон. Весь город, начиная от князя Дмитрия Владимировича до последнего из знакомых, — все тут были, и на лице всякого изображалась грусть непритворная. Да и ежели правду говорить, так в чем можно упрекнуть покойницу? В одной скупости, но и это не мешало ей принимать весь город, жить домом, делать добро.

## Переписка с детьми
В переписке Екатерины Алексеевны с детьми, хранящейся ныне в одном из московских архивов, обсуждаются многие события современной жизни — освящение Казанского собора в 1811 году, закладка храма Христа Спасителя в 1817 году, коронация Николая I, рождение Александра II, пожар в Брюссельском дворце, где королева Анна Павловна потеряла свои бриллианты и приданое, спектакли французской труппы, где Дюпор танцует как Зефир и в «Семирамиде» конкурирует с Семёновой.
Графиня — современница Великой Революции, современница Наполеона — ненавидит Париж и считает, что оттуда исходят все ужасы. Она боится и волнуется, когда её детям приходится быть в этом месте, «опасном для нравственности и наполненном духом своевольства». Много огорчения было в этой женщине, любящей порядок и всё время заботящейся о том, «дабы я знала порядок и толк», от сыновей, которые то выпишут из Англии фраки по 1800 рублей, то закажут палатку в 3 комнаты за 1000 рублей, то карету от Иоахима привезут к ней во двор и нужно заплатить 3400 рублей, то лошадь, — так без конца. «Не знаю ни счетов Ваших, ни меры, пока надо платить как в бездонную кадку».
Очень много места графиня уделяет метеорологическим наблюдениям. Можно составить целый бюллетень погоды. Узнаёшь, когда был град с куриное яйцо, необыкновенная гроза, ураганы, бури: «сегодня родился новый месяц и с ним 2 градуса стужи», «термометр меняется, как мнения нашего века». Из года в год можно прослеживать изменение уровня Волги. В 1823 году вода так поднялась на Москве-реке, что льдом снесло мост. В 1824 году графиня во всю жизнь не запомнит такой погоды осенью и таких ужасных дорог. В 1827 году опять почти такой же разлив на Волге, как в 1822 году, и опять катастрофа.

## Дети
В семье Екатерины Алексеевны и Алексея Ивановича было трое сыновей и пять дочерей:

Иван и Мария, дети

- Мария Алексеевна (1781—1863), с 1802 года была замужем за Алексеем Захаровичем Хитрово (1776—1854), позднее действительным тайным советником и государственным контролером. Сама была кавалерственной дамой ордена св. Екатерины, по отзыву А. Я. Булгакова, отличалась красотой и мягким, общительным характером.

- Иван Алексеевич (1783—1835), генерал-майор, гофмейстер. Был женат на красавице княжне Марии Александровне Урусовой (1800—после 1853), во втором браке (с 1838) за канцлером князем А. М. Горчаковым.

- Наталья Алексеевна (1784—1829), с 1811 года была замужем за генерал-майором, сенатором князем Дмитрием Михайловичем Волконским (1770—1835)[6]. Брак был заключен не по её желанию, по воле родителей, у которых были запутанные денежные дела с Волконским. Долго болела и умерла от горловой чахотки. Её сын князь Михаил (1811—1875), генерал-майор, участник обороны Севастополя.

- Екатерина Алексеевна (1786—1870), муж — генерал-майор князь Василий Петрович Оболенский (1780—1834).

- Александр Алексеевич (1788—1813), член Общества истории и древностей российских. Родители предназначали ему карьеру дипломата, но он выбрал службу в армии. Участвовал в войне 1807 года с Турцией, в 1812 году сначала служил в партизанском отряде, потом вступил в регулярные войска. Был смертельно ранен в 1813 году под Люнебургом.

- Софья Алексеевна (1792—1878), муж с 1820 года — князь И. Л.  Шаховской (1777—1860);

- Варвара Алексеевна (1796—1829), с 1823 года была замужем за князем Николаем Ивановичем Трубецким (1797—1874). Умерла за границей от чахотки, через шесть лет после брака.

- Владимир Алексеевич (1798—1854), капитан лейб-гвардии Измайловского полка, член Северного общества. За причастность к декабристскому движению был переведен в Петровский пехотный полк, а в феврале 1829 года в Тифлисский пехотный полк в звании капитана, с 1831 году уволен от службы. Был женат на Эмилии Карловне Шернваль.

Иван Мусин-Пушкин
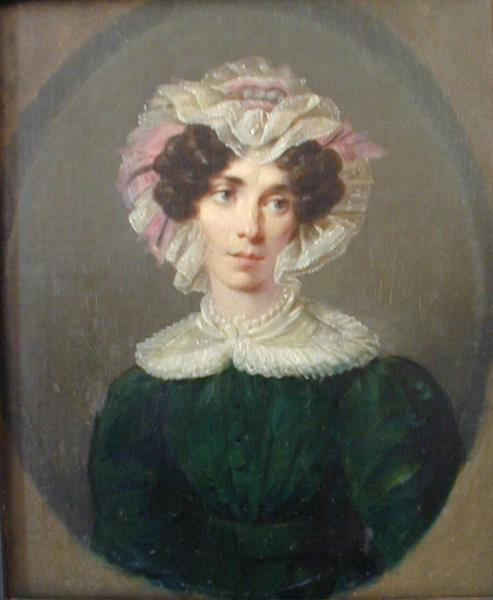
Наталья Мусина-Пушкина
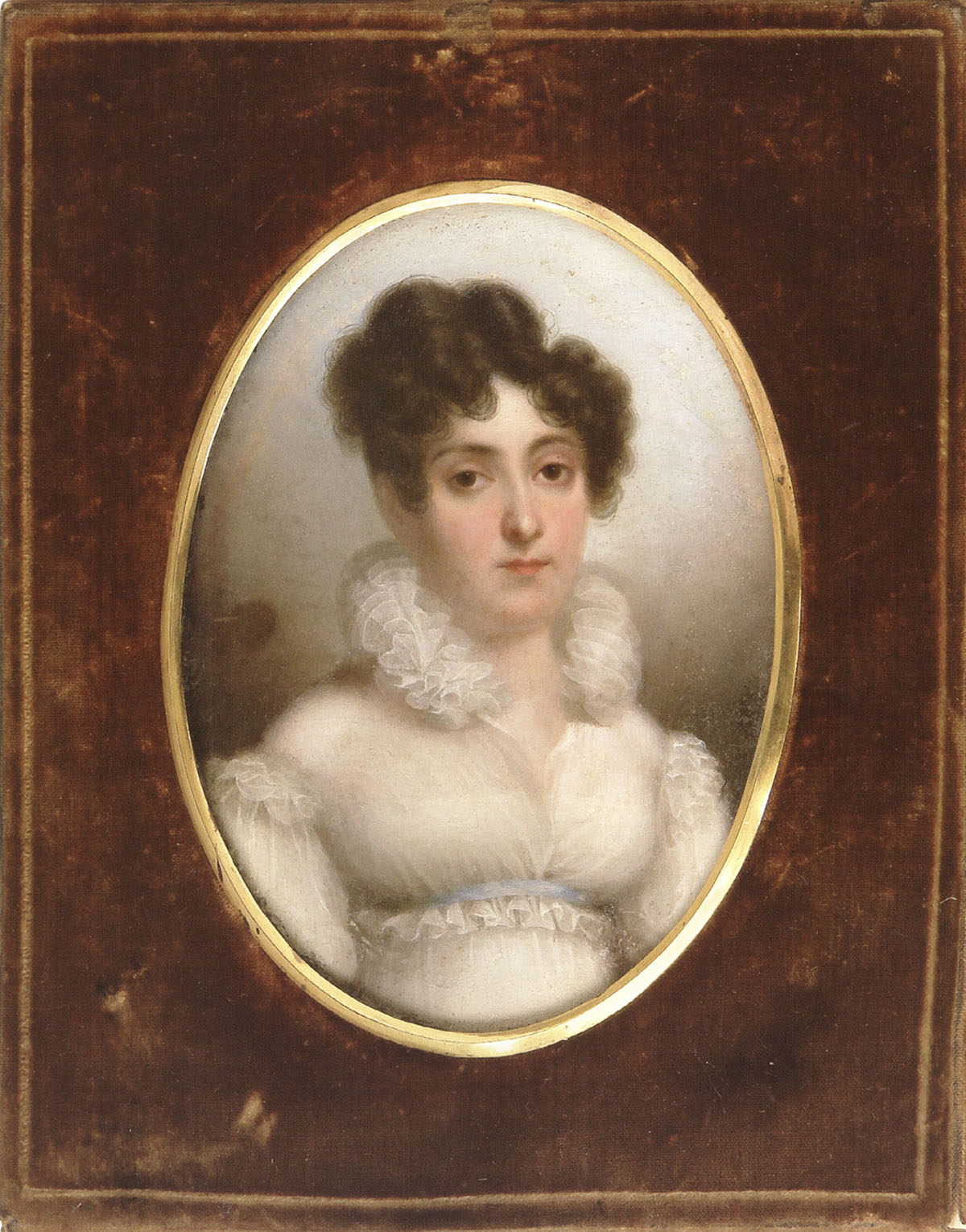
Екатерина Мусина-Пушкина
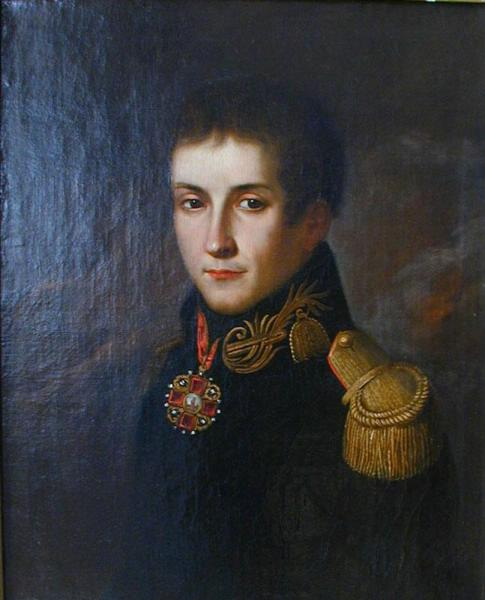
Александр Мусин-Пушкин
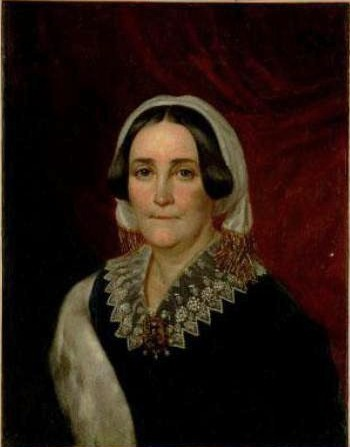
Софья Мусина-Пушкина
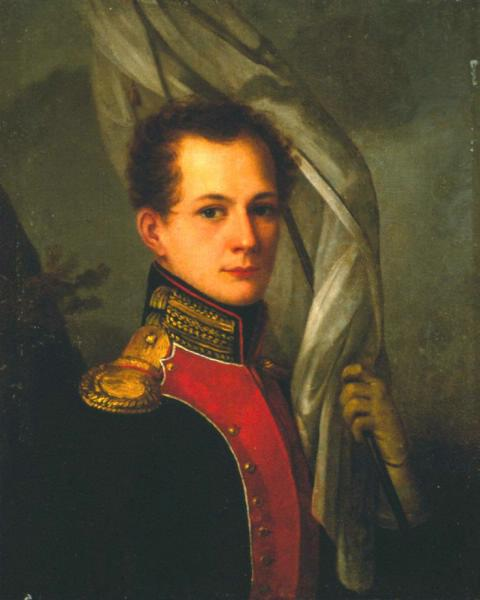
Владимир Мусин-Пушкин